# アタナシオス・クリストポロス
アタナシオス・クリストポロス（ギリシャ語: Αθανάσιος Χριστόπουλος, ラテン文字転写: Athanasios Christopoulos, 1772年 - 1847年）は、ギリシャの詩人。

## 概要
マケドニアのカストリアの出身。ブダとパドヴァで学び、ワラキア公アレクサンデル・ムルシスの子たちの家庭教師になったが、ムルシス公が1811年に失脚するとヨアン・カラドジャに仕え、国の法典整備に尽力した。後にカラドジャからは解任され、文学に専念するようになる。彼が書いた乾杯の歌や愛の詩は現代もギリシャで人気が高い。ホメーロスやヘラクレイトスの文学作を現代ギリシャ語に翻訳するなど、古代と近現代のギリシャの橋渡しにも一役買った。